# Marcin Grochowalski
Marcin Grochowalski (ur. 9 stycznia 1965) – polski perkusista rockowy, współzałożyciel i perkusista hardrockowego zespołu Azyl P.

## Życiorys
Z zespołem Azyl P. nagrał dwie długogrające płyty Live i Nalot. W roku 1986 podczas jednego z koncertów, wskutek wysiłku Marcinowi Grochowalskiemu odkleiła się siatkówka oka, co wyeliminowało go z muzycznej aktywności.
Przez kilka lat związany był z kielecką prywatną rozgłośnią radiową RADIO TAK. Realizował i prowadził audycje, m.in. z: Marcinem Janaszkiem (później Radio Kielce), Marcinem Malczewskim i Marcinem Nowakiem (byłymi dziennikarzami Radia Kielce - aktualnie wspólnikami prywatnego przedsiębiorstwa).